# Protector
Protector (česky ochránce) je německá thrash/death metalová kapela. Byla založena roku 1986 ve Wolfsburgu bubeníkem Michaelem Hassem († 1994 – pravděpodobně předávkování heroinem), kytaristou „Hansi“ Müllerem a baskytaristou Michaelem Schnabelem. V roce 1987 vyšlo mini-LP s názvem Misanthropy. Debutní LP deska se zrodila v roce 1988 a měla název Golem.
Po roce 2003 byla neaktivní, k reaktivaci došlo v roce 2011 ve Švédsku.

## Diskografie

### Dema
- Protector of Death (1986)
- Kain and Abel (Rehearsal) (1987)

### Studiová alba
- Golem (1988)
- Urm the Mad (1989)
- A Shedding of Skin (1991)
- The Heritage (1993)
- Reanimated Homunculus (2013)

### EP
- Misanthropy (1987)
- Leviathan's Desire (1990)

### Kompilace
- Lost in Eternity (1995)[2]
- Echoes from the Past... (2003)
- Welcome to Fire (2006)
- Kain and Abel (2010)